# Sorin Grindeanu
Sorin Grindeanu (Karansebeš, 5. prosinca 1973.) rumunjski je političar, statističar, informatičar i vojni analitičar, obnašatelj dužnosti 65. predsjednika rumunjske vlade.

## Obrazovanje
Rođen je 1973. godine u Karansebešu. Roditelji su mu bili profesori na pedagoškom fakultetu Karansebešu, a otac Nikolas jedno vrijeme i dekan fakulteta. Osim pedagoškog rada, otac mu je obnašao razne političke dužnosti u Socijaldemokratskoj stranci; tako je više puta bio županijski vijećnik i član stranačkih županijskih tijela.
U rodnom mjestu završio je osnovnu školu i gimaziju, gdje je pokazao zanimanje za računarstvo i sudjelovao na natjecanjima u informatici. Na Zapadnom sveučilištu u Temišvaru studirao je petogodišnji studij matematike i računarstva. Nakon diplome, završio je poslijediplomsko usavršavanje na području pohrane podataka. Zahvaljujući stipendiji "Tempus", 1999. godine odlazi na poslijedimplomska predavanja na Bolonjsko sveučilište. Na Statističkom institutu u Frankfurtu diplomirao je na području društvenih statistika, nakon čega se dodatno usavršavao na Beckettovom sveučilištu u engleskom Leedsu. Pri nacionalnoj obaviještajnoj akademiji u Bukureštu, pohađao je poslijediplomski studij obuke i stručnog usavršavanja u području vojnih znanosti, informatike i javnog reda.

## Politička karijera
Na parlamentarnim izborima 2012. godine izabran je u Zastupnički dom Rumunjskog parlamenta iz redova Socijaldemokrata. Istovremeno, između prosinca 2015. godine i studenog 2016. godine obnašao je dužnost ministra komunikacija. Završetkom kratkog ministarskog mandata postaje predsjednikom županijskog odbora Socijaldemokratske stranke za Tamišku županiju i član najviših stranačkih tijela.
Nakon pobjede njegove stranke na parlamentarnim izborima 2016. godine, predsjednik stranke Liviu Dragnea izabrao ga je za kandidata za predsjednika vlade. Dva dana kasnije, predsjednik države Klaus Iohannis mu je i službeno povjerio mandat predsjednika vlade koji je na snagu stupio početkom siječnja 2017. godine.

## Vanjske poveznice
- Statistike o zastupičkoj aktivnosti 2012.-2016.  Arhivirana inačica izvorne stranice od 3. siječnja 2017. (Wayback Machine) na stranicama Zastupničkog doma rumunjskog parlamenta (rum.)